# Thương Lan quyết
Thương Lan quyết (giản thể: 苍兰诀; bính âm: Cāng lán jué; tiếng Anh: Love Between Fairy and Devil) là một bộ phim truyền hình Trung Quốc, được chuyển thể từ tiểu thuyết Ma tôn của tác giả Cửu Lộ Phi Hương, có sự tham gia diễn xuất của Ngu Thư Hân, Vương Hạc Đệ, Từ Hải Kiều, Quách Hiểu Đình, và Trương Lăng Hách. Phim chính thức lên sóng trên iQIYI vào ngày 7 tháng 8 năm 2022, khán giả quốc tế cũng có thể xem phim trên WeTV và Netflix.
Bộ phim gặt hái được nhiều thành tích ấn tượng, và được xem là "hắc mã mùa hè" khi trở thành một trong những tác phẩm nổi bật nhất năm 2022.

## Nội dung
Nguyệt tôn Đông Phương Thanh Thương (Vương Hạc Đệ) bị phong ấn trong trận chiến với Tiên tộc. 3 vạn năm sau, trong lúc thần tiên tiên giới cùng chiến thần Trường Hành gia cố phong ấn của Nguyệt tôn, thần tiên cấp thấp ở tiên giới Hoa Lan Nhỏ (Ngu Thư Hân) vô tình làm cho Nguyệt tôn đang bị nhốt trong tháp Hạo Thiên sống lại. Để hóa giải phong ấn chú thuật trên người cũng như hồi sinh kẻ thù lớn nhất, lần này Đông Phương Thanh Thương cần phải hy sinh hồn thần nữ của Hoa Lan Nhỏ. Tuy nhiên trong quá trình chung đụng, đại ma đầu đoạn tuyệt tình ái đã dần yêu tiểu tiên nữ ranh ma đáng yêu.

## Diễn viên

### Diễn viên chính
- Ngu Thư Hân vai Hoa Lan Nhỏ / Tức Vân

Tiên nữ cấp thấp đơn thuần lương thiện của Tiên giới, có thân phận thật là thần nữ Tức Sơn. Vì một sai sót mà nàng vô tình gặp phải Nguyệt tôn và kéo theo hàng loạt tình huống dở khóc dở cười, nhưng sau đó cũng dần phải lòng hắn.
- Vương Hạc Đệ vai Đông Phương Thanh Thương
  - Nhậm Dật Phàm vai Đông Phương Thanh Thương thời nhỏ

Nguyệt tôn một tay che trời, sau khi trọng thương và bị giam giữ ba vạn năm vì trận đại chiến cùng cựu chiến thần Xích Địa nữ tử, hắn sinh ra chấp niệm với việc hồi sinh cựu chiến thần để giải phong ấn cho mười vạn binh sĩ. Sau khi gặp Hoa Lan Nhỏ, hai người bắt đầu cuộc tình ngược luyến tàn tâm.

### Diễn viên phụ
- Từ Hải Kiều vai Dung Hạo
  - Phó Bạch Hàm vai Dung Hạo thời nhỏ

Đồ đệ của Xích Địa nữ tử, phóng đãng ngỗ ngược, một lòng một dạ yêu Xích Địa nữ tử sâu đậm. Do phải chịu hình phạt từ Tiên giới, đời đời kiếp kiếp không duyên phận với sư phụ mình.
- Quách Hiểu Đình vai Xích Địa nữ tử / Tạ Uyển Khanh

Chiến thần thượng cổ lòng dạ nhân ái, sau trận đại chiến với Đông Phương Thanh Thương, vì chống đối ý trời để cứu đồ đệ mà bị Tiên đế trừng phạt. Đi vào luân hồi vô tận, kiếp kiếp bị người mình yêu phản bội.
- Trương Lăng Hách vai Trường Hành / Tiêu Nhuận

Chiến thần một lòng gửi thiên địa, có thể ổn định tứ hải, an yên muôn dân. Anh thích Hoa Lan Nhỏ, nhưng luôn bị anh trai của mình là Vân Trung Quân ngăn cản nên vĩnh viễn lỡ mất nàng.
- Lâm Bá Duệ vai Thương Khuyết

Phó tướng của Nguyệt tôn, giao long tận tâm tận lực, thề sống chết luôn trung thành với Đông Phương Thanh Thương
- Hồng Tiêu vai Kết Lê

Một thương buôn ở Hải Thị, lòng dạ khó lường nhưng bản chất không xấu, là bạn tốt của Hoa Lan Nhỏ.
- Trương Thần Tiêu vai Tốn Phong

Em trai Nguyệt tôn, là một quân vương trẻ tuổi. Tuy sống dưới hào quang của anh mình, nhưng bản thân cậu vẫn có quy cách làm việc riêng, không hổ thẹn với Nguyệt tộc.
- Trình Tử vai Điệp Y

Người của Dung Hạo, kiêu ngạo xinh đẹp, quyết đoán lão luyện, trung thành không hai lòng, si tình không hối hận.
- Vương Duyệt Y vai Đan Âm

Quý nữ của Thiên giới, lưu luyến si mê Trường Hành thượng thần. Cô dũng cảm không chùn bước theo đuổi tình yêu, và lùi bước kịp thời khi tỉnh dậy khỏi giấc mộng lớn của mình.
- Trì Gia vai Vân Trung Quân
- Bành Bác vai Lễ Nguyên tiên tôn
- Phan Dịch Sam vai Thanh Xuyên
- Trần Uý Manh vai Vũ Lâm

### Cameo
- Lý Nhất Đồng vai Ti Mệnh

Ti Mệnh tinh quân phụ trách mệnh cách của mọi sự vật, là sư phụ của Hoa Lan Nhỏ.
- Trần Nhược Hiên vai Trường Uyên

## Nhạc phim
| STT | Nhan đề                                          | Phổ lời                 | Phổ nhạc             | Singer              | Thời lượng |
| --- | ------------------------------------------------ | ----------------------- | -------------------- | ------------------- | ---------- |
| 1.  | "Mất Đi Ký Ức (失忆)"                            | Trần Điềm Vương Nhất Hử | Trần Soái            | Ngu Thư Hân         | 3:31       |
| 2.  | "Tìm Kiếm Mình Nàng (寻一个你)" (Ca khúc chủ đề) | Chiêm Dật Quân          | Hồ Thần              | Lưu Vũ Ninh         | 4:27       |
| 3.  | "Khế Ước Thương Lan (苍兰契)"                    | Trần Điềm               | Trần Điềm            | Lý Thường Siêu      | 3:32       |
| 4.  | "Dư Tình (余情)" (Ca khúc cuối phim)             | EDIQ                    | Fujiwara Ikuro       | Châu Thâm           | 5:14       |
| 5.  | "Quyết Ái (诀爱)" (Ca khúc đầu phim)             | Khương Nam Trần Điềm    | Khương Nam Trần Điềm | Chiêm Văn Đình      | 3:09       |
| 6.  | "Bỉ Ngạn (彼岸)"                                 | Thẩm Mân Duy Trần Điềm  | Trần Điềm            | Tỉnh Lung Tỉnh Địch | 2:55       |
| 7.  | "Niệm (念)"                                      | Đặng Thư Nguyệt         | Đặng Thư Nguyệt      | Song Sênh           | 2:47       |
| 8.  | "Ta Vẫn Còn Nhớ Ngày Ấy (我还记得那天)"          | Lâm Kiều                | Đô Chí Văn           | Thẩm Dĩ Thành       | 3:42       |

## Sản xuất
Thương Lan quyết mất gần 3 năm phát triển kịch bản và chuẩn bị tiền kỳ, chính thức công bố nam nữ chính là Ngu Thư Hân và Vương Hạc Đệ vào ngày 18 tháng 12 năm 2020. Bộ phim khai máy vào ngày 14 tháng 2 năm 2021 và đóng máy vào ngày 11 tháng 6 cùng năm. Vào ngày 15 tháng 4 năm 2021, bộ phim đã công bố những hình ảnh đầu tiên của các nhân vật.